# 拉讷维尔莱多朗
拉讷维尔莱多朗（法語：La Neuville-lès-Dorengt，法語發音：[la nøvil lɛ dɔʁɑ̃]，意为“多朗附近的拉讷维尔”）是法国上法蘭西大區埃纳省的一个市镇，属于韦尔万区。

## 地理
拉讷维尔莱多朗（49°58'39"N, 3°40'31"E）面积10.88 平方千米，位于法国上法蘭西大區埃纳省，该省份为法国北部内陆省份，北起北部省，西接索姆省和瓦兹省，东临阿登省和马恩省，西南至塞纳-马恩省，东北部与比利时接壤。
与拉讷维尔莱多朗接壤的市镇（或旧市镇、城区）包括：布埃、多朗、埃凯埃里、埃特勒、伊龙、韦内罗勒。
拉讷维尔莱多朗的时区为UTC+01:00、UTC+02:00（夏令时）。

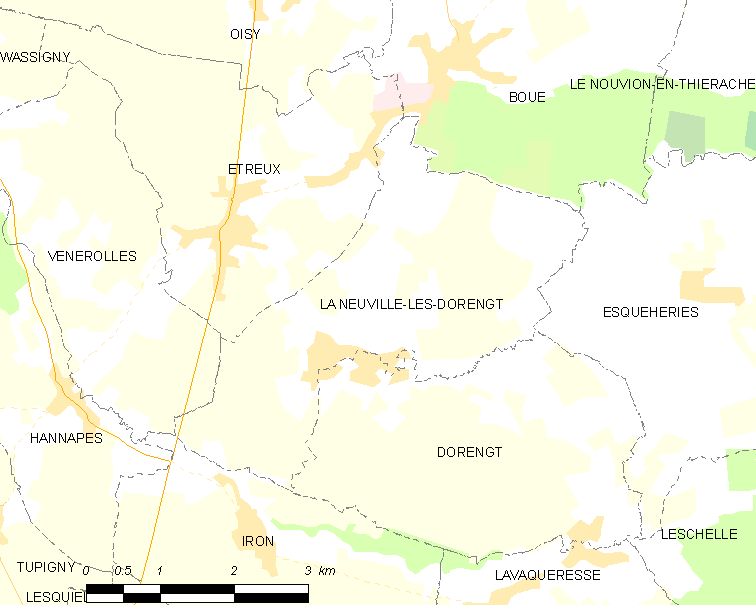
拉讷维尔莱多朗的OSM定位图

## 行政
拉讷维尔莱多朗的邮政编码为02450，INSEE市镇编码为02548。

## 政治
拉讷维尔莱多朗所属的省级选区为吉斯县。

## 人口

1962-2008年间拉讷维尔莱多朗人口变化图示

拉讷维尔莱多朗于2022年1月1日时的人口数量为391人。